# كريس دانجيرفيلد
كريس دانجيرفيلد (بالإنجليزية: Chris Dangerfield)‏ هو مدرب كرة قدم ولاعب كرة قدم بريطاني في مركز الوسط، ولد في 9 أغسطس 1955 في Coleshill, Warwickshire ‏ في المملكة المتحدة. شارك مع منتخب إنجلترا تحت 20 سنة لكرة القدم. أما مع النوادي، فقد لعب مع بورت فايل وبورتلاند تيمبرز وتلسا رافنكس وسان خوزيه إيرث كويكس وكوفنتري سيتي ولوس أنجلوس أزتكس ووولفرهامبتون واندررز.